# Abd al-Muttalib ibn Hashim
ʿAbd al-Muṭṭalib ibn Hāshim b. ʿAbd Manāf b. Quṣayy (in arabo عَبدُ المُطَّلِب بنُ هَاشِم بنُ عَبد مَنَاف بنُ قُصَي‎?; Yathrib, 497 circa – La Mecca, 578 circa) è stato un mercante arabo.

## Biografia
Il vero nome di ʿAbd al-Muṭṭalib ibn Hāshim era Shayba al-Ḥamḍ. Shayba ibn Hāshim era conosciuto come ʿAbd al-Muṭṭalib perché era cresciuto sotto la tutela dello zio Muṭṭalib. Fu il nonno paterno di Maometto, ultimo profeta dell'Islam, e di ʿAlī ibn Abī Ṭālib, quarto Califfo sunnita.
ʿAbd al-Muttalib fu una figura di notevole importanza economica e politica a Mecca e sayyid dei Banu Hashim, clan dei Quraysh.
Suo padre era Hāshim b. ʿAbd Manāf e sua madre era Salmā bint ʿAmr dal clan dei B. Najjār, della tribù dei Banu Khazraj di Yathrib (che sarebbe poi diventata Medina).
Nel 497 suo padre morì mentre si trovava per commercio a Gaza (Palestina), prima della sua nascita. Una situazione che ricorda quella del figlio ʿAbd Allāh, padre di Maometto, che morì a Yathrib, dopo essere tornato ammalato da Ghaza.
Dopo la morte di suo padre partì da Yathrib con sua madre e la sua famiglia all'età circa otto anni alla volta della città della Kaʿba insieme allo zio paterno al-Muttalib. 
Una tradizione (peraltro contestata) vuole che, quando al-Muṭṭalib arrivò in città con un giovanetto seduto dietro di lui sulla stessa cavalcatura, la gente pensò che il nobile coreiscita avesse comprato un schiavo e qualcuno esclamò: "Ecco al-Muṭṭalib e ʿabd al-Muṭṭalib!" (lo schiavo di al-Muṭṭalib). Al-Muṭṭalib fu scandalizzato da quelle parole e si affrettò a rispondere: " Non è ʿabd al-Muṭṭalib (lo schiavo di Muṭṭalib)! È mio nipote, il figlio di mio fratello Hāshim!". Ma la sua risposta non servì a far perdere al giovane figlio di Hāshim il suo laqab che egli avrebbe portato per tutta la sua vita.
Quando al-Muṭṭalib morì, Shayba gli succedette come capo del clan dei Banu Hāshim.
Divenuto adulto, ʿAbd al-Muṭṭalib ereditò gli uffici pubblici meccani della rifāda e la siqāya, cioè l'onore e il privilegio di nutrire e dissetare i pellegrini che venivano alla Kaʿba.
Si afferma che ʿAbd al-Muṭṭalib scoprisse la fonte di Zemzem per ispirazione divina e da questo rinvenimento sarebbe a lui derivato l'ufficio della siqāya. Durante alcune notti in cui dormiva a fianco della Kaʿba ebbe una serie di visioni successive, che gli indicarono cosa e dove cercare. Nell'ultimo sogno una voce gli disse: "Scavala e non te ne pentirai, perché è la tua eredità, proveniente dal tuo più grande antenato. Non si prosciugherà mai, né mancherà di bagnare tutte le gole dei pellegrini".
ʿAbd al-Muṭṭalib, con al-Ḥārith ibn ʿAbd al-Muṭṭalib, allora suo unico figlio, scavò Zemzem - tutt'oggi considerata la fonte sacra per eccellenza dall'islam - trovando l'acqua dopo quattro giorni di impegno. 
Dopo questo successo il coreiscita sostenne, che poiché il pozzo era stato di proprietà di Ismāʿīl, esso sarebbe appartenuto alla tribù intera.
Un altro episodio che lo riguarda si colloca nel momento in cui Abraha, il viceré etiopico dello Yemen attaccò la Kaʿba nel cosiddetto Anno dell'elefante (al-Fīl), chiamato così perché nell'esercito di Abraha c'erano molti elefanti.
Questa spedizione servì a datare il tempo prima della venuta del Profeta e fu solo all'epoca del secondo Califfo, ʿOmar ibn al-Khaṭṭāb che si adottò un calendario islamico basato sulle lunazioni, il cui anno 1 fu fissato nel 622, anno dell'Egira.
Un altro interessante episodio è legato alla nascita del padre di Maometto, ʿAbd Allāh. Si dice che ʿAbd al-Muṭṭalib, non avendo potuto generare alcun figlio, avesse promesso alla divinità urbana di Hubal di sacrificargli il decimo figlio che gli fosse nato. Il fatto attesta la persistenza di pratiche sacrificali umane nella Mecca preislamica ma la tradizione islamica ci dice che, una volta avuti effettivamente 10 figli, poco prima che ʿAbd al-Muṭṭalib si accingesse al sacrificio dell'ultimo nato, fosse fermato dall'invito pressante di tutte le donne del clan a non dar luogo al sacrificio, sostituendo il fanciullo con 50 dromedari.
ʿAbd al-Muṭṭalib morì quando Maometto aveva 8 anni e il bimbo venne allora preso in casa dallo zio paterno ʿAbd Manāf, più conosciuto come Abū Ṭālib, commerciante non particolarmente abbiente, ma ricco di benevolenza per il nipote.